# São Facundo
São Facundo ist ein Dorf und eine ehemalige Gemeinde (Freguesia) im portugiesischen Kreis Abrantes im Distrikt Santarém.

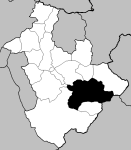
Lage der Freguesia São Facundo im Kreis Abrantes bis September 2013

Die Freguesia São Facundo hatte eine Fläche von 80,5 km² und hat 938 Einwohner (Stand 30. Juni 2011).

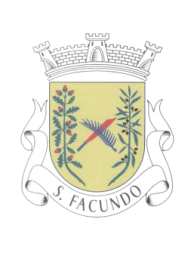
Das Wappen der ehemaligen Freguesia

Am 29. September 2013 wurden die Freguesias São Facundo und Vale das Mós zur neuen Freguesia União das Freguesias de São Facundo e Vale das Mós zusammengefasst.